# Michael Breij
Michael Breij (Amstelveen, 15 januari 1997) is een Nederlands voetballer die doorgaans als aanvaller speelt. Hij verruilde in 2025 Sepsi OSK voor Roda JC.

## Carrière
Michael Breij speelde in de jeugd van SV Ouderkerk, AFC en AZ. In 2015 werd hij geselecteerd voor het Nederlands voetbalelftal onder 18 voor twee oefenwedstrijden tegen Noord-Ierland en Bulgarije. In 2016 vertrok Breij naar FC Groningen, waar hij vooral in het tweede elftal speelde. In het seizoen 2017/18 maakte hij regelmatig deel uit van de selectie van het eerste elftal. Hij debuteerde voor FC Groningen op 19 april 2018, in de met 1-1 gelijkgespeelde uitwedstrijd tegen FC Utrecht. Hij kwam in de 73e minuut in het veld voor Jesper Drost. Hij scoorde zijn eerste en enige goal voor Groningen op 25 augustus 2019, in de met 0-1 gewonnen uitwedstrijd tegen De Graafschap. 

### Cambuur
In de winterstop van het seizoen 2019/20 vertrok hij naar SC Cambuur, waar hij een contract voor anderhalf jaar tekende. Op 17 januari 2020 debuteerde hij voor de Friezen, tegen TOP Oss (2-3). Breij kwam in de 72e minuut in de ploeg voor Mitchel Paulissen. Hij scoorde in de resterende acht competitiewedstrijden drie keer. Breij ontwikkelde zich tot basisspeler en na afloop van het seizoen 2020/21 promoveerde Cambuur naar de Eredivisie. Op het hoogste niveau scoorde hij minder, maar bleef de club trouw toen zij in 2023 weer degradeerden. In het seizoen 2023/24 scoorde hij negen keer in 29 wedstrijden in de Eerste divisie. In totaal speelde Breij 134 wedstrijden voor Cambuur, waarbij hij 25 keer scoorde.

### Roda JC
Medio 2024 verkaste Breij naar Roemenië, bij ACS Sepsi OSK. Hij speelde hier slechts negen wedstrijden, voor hij in januari 2025 terugkeerde in Nederland bij Roda JC Kerkrade. In de resterende seizoenshelft wist hij vijf keer te scoren in 17 wedstrijden.

## Statistieken

#### Beloften
| Seizoen                        | Club              | Land            | Competitie             | Competitie | Competitie | Beker | Beker | Totaal | Totaal |
| Seizoen                        | Club              | Land            | Competitie             | Wed.       | Dlp.       | Wed.  | Dlp.  | Wed.   | Dlp.   |
| ------------------------------ | ----------------- | --------------- | ---------------------- | ---------- | ---------- | ----- | ----- | ------ | ------ |
| 2016/17                        | Jong FC Groningen | Nederland       | Derde divisie zaterdag | 22         | 4          | –     | –     | 22     | 4      |
| 2017/18                        | Jong FC Groningen | Nederland       | Derde divisie zaterdag | 30         | 20         | –     | –     | 30     | 20     |
| 2018/19                        | Jong FC Groningen | Nederland       | Derde divisie zaterdag | 9          | 5          | –     | –     | 9      | 5      |
| Totaal beloften                | Totaal beloften   | Totaal beloften | Totaal beloften        | 61         | 29         | 0     | 0     | 61     | 29     |
| Bijgewerkt op 30 december 2019 |                   |                 |                        |            |            |       |       |        |        |

#### Senioren
| Seizoen                   | Club             | Competitie      | Competitie | Competitie | Beker | Beker | Totaal | Totaal |
| Seizoen                   | Club             | Competitie      | Wed.       | Dlp.       | Wed.  | Dlp.  | Wed.   | Dlp.   |
| ------------------------- | ---------------- | --------------- | ---------- | ---------- | ----- | ----- | ------ | ------ |
| 2017/18                   | FC Groningen     | Eredivisie      | 3          | 0          | 0     | 0     | 3      | 0      |
| 2018/19                   | FC Groningen     | Eredivisie      | 9          | 1          | 1     | 0     | 10     | 1      |
| 2019/20                   | FC Groningen     | Eredivisie      | 0          | 0          | 0     | 0     | 0      | 0      |
| 2019/20                   | SC Cambuur       | Eerste divisie  | 8          | 3          | 0     | 0     | 8      | 3      |
| 2020/21                   | SC Cambuur       | Eerste divisie  | 29         | 7          | 1     | 0     | 30     | 7      |
| 2021/22                   | SC Cambuur       | Eredivisie      | 27         | 2          | 1     | 0     | 28     | 2      |
| 2022/23                   | SC Cambuur       | Eredivisie      | 32         | 2          | 2     | 0     | 34     | 2      |
| 2023/24                   | SC Cambuur       | Eerste divisie  | 29         | 9          | 5     | 2     | 34     | 11     |
| 2024/25                   | ACS Sepsi OSK    | SuperLiga       | 6          | 0          | 3     | 0     | 9      | 0      |
| 2024/25                   | Roda JC Kerkrade | Eerste divisie  | 17         | 5          | 0     | 0     | 17     | 5      |
| Totaal senioren           | Totaal senioren  | Totaal senioren | 160        | 29         | 11    | 2     | 171    | 31     |
| Carrièretotaal            | Carrièretotaal   | Carrièretotaal  | 221        | 58         | 11    | 2     | 232    | 60     |
| Bijgewerkt op 28 mei 2025 |                  |                 |            |            |       |       |        |        |

## Erelijst
SC Cambuur
- Kampioen Eerste divisie (1x): 2020/21